# František Novák (lidovecký poslanec)
František Novák (20. listopadu 1906 Dolní Čermná - 8. července 1983 Odry) byl český a československý politik Československé strany lidové a poúnorový poslanec Národního shromáždění ČSR. Později v 50. letech politicky pronásledován a vězněn.

## Biografie
Pocházel z chudé rodiny dělníka z Podorlicka. Vyučil se sedlářem a čalouníkem - pracoval v továrně Tatra Kopřivnice. Již za první republiky činný v Orlu a ve Všeodborovém hnutí křesťanského dělnictva. V roce 1943 byl v Kopřivnici vězněn gestapem za podporu odboje. Ve vězení se seznámil s pozdějším předsedou ČSL Aloisem Petrem. V dubnu 1945 byl osvobozen Američany, do jejichž armády se zapojil a účastnil se osvobozovacích operací v západních Čechách. Po osvobození nadále aktivní v odborech. Po únoru 1948 se zapojil do „obrozené“ ČSL, vstoupil do akčního výboru NF v Odrách a stal se i členem Okresního Akčního výboru v Opavě. Byl také členem KNV v Ostravě jako zemědělský referent.
Po únorovém převratu v roce 1948 patřil k frakci tehdejší lidové strany loajální vůči Komunistické straně Československa, která v ČSL převzala moc a proměnila ji na spojence komunistického režimu. Ve volbách roku 1948 byl zvolen do Národního shromáždění za ČSL ve volebním kraji Opava. V parlamentu setrval do března 1954, kdy byl zbaven mandátu.
Jako poslanec i krajský referent zemědělství se snažil pomoci lidoveckým rolníkům. Za to byl často kritizován funkcionáři Národní fronty, ale jeho popularita mezi řadovými lidovci rostla. Silně na něj žárlil především generální tajemník strany Josef Gemrot. V listopadu 1953 začala kampaň proti Františku Novákovi. Za záminku sloužila snaha kompromisně řešit odhodlání všech lidoveckých rolníků kolektivně vystoupit z JZD Mankovice na Novojičínsku na podzim 1953. Byl obviněn z napomáhání spiknutí proti JZD. V únoru 1954 byl vyzván vlastní stranou k rezignaci, což odmítl a žádal možnost obhajoby před ústředním výborem. Nakonec byl politicky zlikvidován zásahem Státní bezpečnosti a v březnu 1954 z klubu vyloučen. V září 1954 ho Krajský soud v Ostravě shledal vinným za spáchání zločinu velezrady a vyzvědačství. Byl odsouzen na sedmnáct let nepodmíněně. Hlavním bodem obžaloby byla údajná spolupráce s Bedřichem Hostičkou. V roce 1960 byl propuštěn na amnestii. V Odrech poté pracoval jako sedlář do konce 60. let, kdy odešel do důchodu.